# Колін Хуан
Колін Хуан або Хуан Чжен (народився 1 січня 1980 року) — китайський бізнесмен-мільярдер і філантроп. Він є засновником і колишнім генеральним директором компанії електронної комерції Pinduoduo, яка стала найбільшою сільськогосподарською платформою в Китаї. Хуанг також є власником принаймні трьох інших компаній з обмеженою відповідальністю на Кайманових островах, кожна з яких володіє 7,7 % акцій Pinduoduo.

## Раннє життя
Хуан народився в 1980 році в сім'ї фабричних робітників середнього класу на околиці Ханчжоу, міста в східній китайській провінції Чжецзян. Навчався в середній школі в школі іноземних мов Ханчжоу.

## Освіта
У 18 років Хуан почав вивчати інформатику в коледжі Чу Кочен Чжецзянського університету. На першому курсі він був обраний стипендіатом у Melton Foundation, заснованого засновником VeriFone Біллом Мелтоном. У 2004 році Хуанг отримав ступінь магістра комп'ютерних наук в Університеті Вісконсіна

## Кар'єра
Хуан приєднався до Google як стажер, а потім почав працювати інженером у 2004 році Він також стажувався в Microsoft.
Після відставки з Google у 2007 році Хуан створив сайт електронної комерції Ouku. Він продав його за 2,2 мільйона доларів у 2010 році
Після первинного публічного розміщення Pinduoduo на NASDAQ у липні 2018 року 47 % акцій Хуанга було оцінено в 14 мільярдів доларів, що зробило його 13-ю найбагатшою людиною Китаю.
Станом на 2 липня 2020 року повідомляється, що від 30 червня Колін Хуанг зменшив свою частку в PDD до 29,4 % з 43,3 %, оскільки він пожертвував 2,37 % благодійному фонду та 7,74 % партнерству Pinduoduo. Хуан пожертвував 2,37 % благодійній організації з метою сприяння розвитку соціальної відповідальності та наукових досліджень. 1 липня 2020 року Хуан пішов з посади генерального директора, але залишився на посаді голови.
Хуан був названий провідним філантропом у Списку благодійності Hurun 2021 після того, як пообіцяв мільярди на проекти соціальної відповідальності та наукові дослідження.
17 березня 2021 року Хуан пішов у відставку з посади голови та довірив право голосу за своїми акціями правлінню. У заяві компанії сказано, що він буде шукати «нові, довгострокові можливості».

## Pinduoduo
Шанхайська компанія Pinduoduo, також відома як PDD, була заснована в 2015 році і повідомила про дохід у 1,4 мільярда юанів (280 мільйонів доларів) у 2017 році. У 2019 році дохід склав 4,33 мільярда доларів США (30,14 мільярда юанів). Вона стала публічно торгуватися після первинного публічного розміщення в Сполучених Штатах у липні 2018 року, зібравши 1,6 мільярда доларів.
За даними Bloomberg, Хуанг і команда засновників Pinduoduo пожертвували 100 мільйонів (2,37 % акцій Pinduoduo) благодійному фонду Starry Night для «підтримки фундаментальних досліджень у галузі біомедичної науки, сільського господарства та харчових продуктів».